# Delta (Pennsylvanie)
Pour les articles homonymes, voir Delta (homonymie).
Delta est un borough situé au sud-est du comté de York, en Pennsylvanie, aux États-Unis,. En 2010, il comptait une population de 728 habitants, estimée au 1er juillet 2020 à 713 habitants. Le borough est fondé en 1844 et incorporé le 24 juin 1880.

## Démographie
Lors du recensement de 2010, le borough comptait une population de 728 habitants. Elle est estimée, en 2020, à 713 habitants.